# Shinichi Enshu
Shinichi Enshu er en japansk judoka. Han fik bronze ved VM i judo 1967 i Salt Lake City, USA i vægtklassen -80 kg.